# Służba Zakwaterowania i Budownictwa Wojska Polskiego
Służba Zakwaterowania i Budownictwa Wojska Polskiego – służba ludowego Wojska Polskiego powstała z dniem 1 stycznia 1973 roku w wyniku połączenia Służby Kwaterunkowo-Budowlanej ze Służbą Inżynieryjno-Budowlaną oraz Wojskową Inspekcją Architektoniczno-Budowlaną MON.
Służba realizowała zadania wykonywane dotychczas przez jej poprzedniczki za pośrednictwem podporządkowanych jej:
- jednostek inżynieryjno-budowlanych (pułków, batalionów),
- wojskowych rejonowych zarządów kwaterunkowo-budowlanych,
- wojskowych administracji koszar,
- garnizonowych administracji mieszkań,
- hoteli i internatów,
- wojskowej służby ochrony przeciwpożarowej,
- Wojskowej Inspekcji Architektoniczno-Budowlanej
- wojskowych biur projektów budowlanych,
- wojskowego nadzoru ochrony środowiska,
- ośrodków szkolenia.

Naczelnym organem służby było Szefostwo Służby Zakwaterowania i Budownictwa usytuowane w strukturze organizacyjnej Głównego Kwatermistrzostwa WP. Na czele służby stał szef, będący jednocześnie jednym z zastępców głównego kwatermistrza WP.
Na szczeblu okręgów wojskowych i garnizonu stołecznego zostały zorganizowane szefostwa:
- Szefostwo Służby Zakwaterowania i Budownictwa Pomorskiego Okręgu Wojskowego w Bydgoszczy,
- Szefostwo Służby Zakwaterowania i Budownictwa Śląskiego Okręgu Wojskowego we Wrocławiu,
- Szefostwo Służby Zakwaterowania i Budownictwa Warszawskiego Okręgu Wojskowego w Warszawie,
- Szefostwo Służby Zakwaterowania i Budownictwa Garnizonu Stołecznego w Warszawie

Szefostwa zostały utworzone w wyniku połączenia delegatur Szefostwa Służby Inżynieryjno-Budowlanej z zarządami kwaterunkowo-budowlanymi.

## Szefowie Służby Zakwaterowania i Budownictwa GK WP
- płk mgr inż. Stanisław Rataj (I 1973 - VI 1974)
- gen. bryg. inż. Jarosław Słupski (VII 1974 - X 1975)
- płk mgr inż. Witalis Szerszeń (XI 1975 - V 1977)
- gen. dyw. mgr inż. Sebastian Strzałkowski (VI 1977 - VII 1986)
- gen. bryg. Piotr Szweda (VIII 1986 - XII 1989)
- gen. bryg. mgr inż. Roman Pusiak (I 1989 - II 1993)

Na początku lat 90. XX wieku Służba Zakwaterowania i Budownictwa została przekształcona w służbę Infrastruktury Wojskowej. Pierwszym szefem tej służby został gen. bryg. Roman Kloc.